# Долгая Поляна (Белгородская область)
Долгая Поляна — село в Старооскольском городском округе Белгородской области. Центр Долгополянской сельской территории.

## География
Расположено в 17 км к юго-западу от центра Старого Оскола и в 102 км к северо-востоку от Белгорода. С селом граничат такие населённые пункты как Прокудино (на северо-западе) и Окольное (на юго-востоке).

## История
В дозорной книге 1615 года упоминается «Деревня Котельская Долгая Поляна тож», по имени урочища Долгая Поляна. Слово «Долгое» (Должик) — урочище вытянутой конфигурации. 
В архивах сохранились документы о «захвате однодворцами с. Долгая Поляна Старооскольского уезда в 1795 г. земли помещика Бредихина». 
В 1827 г. была построена Каменная церковь во имя Святителя и Чудотворца Николая. В 1894 г. построена церковная сторожка, крытая железом. В 1930-е гг. храм был разрушен, из строений осталась одна церковная сторожка.
По данным 10-й ревизии в деревне проживало «301 душ мужского пола» крестьян - собственность барина Чапкина».
В 1871 г. была открыта начальная школа, а здание для неё, деревянное под железной крышей, построили в 1873 году.
По данным переписи к 1890 году  в Долгополянской волости Староосколького уезда, село Долгая Поляна проживало  1748 жителей (875 муж., 873 жен.) и одноименная деревня - 117 жителей (55 муж., 62 жен.).
Во 1910-х годов Долгополянские мастера были известны «производством колес, ободьев, осей, оглоблей и прочего», а так же «изготовлением деревянных экипажей».
В 1907 г. Долгая Поляна — волостное село (1069 жителей) Старооскольского уезда; в селе уже две школы: церковно-приходская и начальная ведомства министерства народного просвещения.
С июля 1928 года Долгая Поляна — центр Долгополянского сельсовета (село, 3 деревни и хутор) в Старооскольском районе. В 1950-е гг. в Долгополянском сельсовете Старооскольского района — 3 села, 4 деревни, 2 хутора; в 1970-е — 8 сёл.
В 1994 г. сельхозкооператив «Долгополянский» вошёл в состав АО «Стойленский горно-обогатительный комбинат».
В 1997 г. Долгая Поляна (283 домовладения, 827 жителей) — центр Долгополянского сельского округа — самого большого (11 сел) в Старооскольском районе.

## Религия
В 1994 г. был построен храм во имя великомученика и целителя Пантелеимона. Новый храм построен в кратчайшие сроки — с 30 мая по 20 июля, за 51 день. 8 августа 1994 года храм в честь великомученика и целителя Пантелеимона освятили архиепископ Курский и Рыльский Ювеналий и викарий Курской епархии епископ Белгородский Иоанн. В сентябре 1996 года Святейший Патриарх Алексий II побывал в Долгополянском храме. В 2007 году на звоннице храма к пяти установленным ранее колоколам был поднят большой колокол.

## Население
На 17 января 1979 г. в Долгой Поляне 714 жителей, на 12 января 1989 г. — 670 (312 муж., 358 жен.).
| 2002 | 2010 |
| ---- | ---- |
| 454  | ↗470 |